# دوغ فورد (سياسي)
دوغ فورد (بالإنجليزية: Doug Ford)‏ (مواليد 20 نوفمبر 1964) هو سياسي ورجل أعمال كندي يشغل منصب رئيس وزراء أونتاريو السادس والعشرين منذ يونيو 2018 وزعيم حزب أونتاريو المحافظ التقدمي منذ مارس 2018. وهو يمثل دائرة تورنتو إيتوبيكوك الشمالية في الجمعية التشريعية في أونتاريو.

## نشأته
ولد في 20 نوفمبر 1964 في كندا.

## مناصب
- انتخب زعيم حزب أونتاريو المحافظ التقدمي ‏ (10 مارس 2018 – ).
- انتخب عضو برلمان مقاطعة أونتاريو عن دائرة Etobicoke North (provincial electoral district) [الإنجليزية]‏ (7 يونيو 2018 – ).
- انتخب رئيس وزراء أونتاريو [الإنجليزية]‏ (29 يونيو 2018 – ).
- انتخب عضو المجلس المحلي [الإنجليزية]‏ Toronto City Council [الإنجليزية]‏ (1 ديسمبر 2010 – 30 نوفمبر 2014).

## وصلات خارجية
- دوغ فورد على موقع IMDb (الإنجليزية)

- الموقع الرسمي